# A Song for Simeon
A Song for Simeon é um poema de 37 linhas escrito em 1928 pelo escritor britânico-estadunidense T. S. Eliot, vencedor do Prêmio Nobel de Literatura. É um dos cinco poemas que fazem parte da série Ariel, publicada pela editora Faber and Faber.